# Archotoplana macrostylis
Archotoplana macrostylis is een platworm (Platyhelminthes). De worm is tweeslachtig. De soort leeft in zowel zout als zoet water.
Het geslacht Archotoplana, waarin de platworm wordt geplaatst, wordt tot de familie Otoplanidae gerekend. De wetenschappelijke naam van de soort werd voor het eerst geldig gepubliceerd in 1990 door Ax & Armonies.